# Максимов, Виктор Григорьевич
Виктор Григорьевич Максимов (20 октября 1942 года, г. Иваново, — 21 апреля 2005 года, г. Санкт-Петербург) — русский поэт, прозаик и переводчик.

## Биография
Отец — кадровый военный, мать — медицинский работник. В 1959 году окончил школу. Первая профессия — слесарь.
В 1961-63 служил в Группе советских войск в Германии.
В 1964 поступает на философский факультет ЛГУ. Оканчивает в 1968 году.
С 1967 стал профессиональным писателем.
Публиковался в журнале «Молодая гвардия», «Аврора», «Звезда», «Нева», «Москва» и др.
Переводил стихи польских поэтов.
Участник Всесоюзных и Международных конкурсов, лауреат премий Ленинградского комсомола (1972), журнал «Нева» (1989). Член союза писателей СССР, а затем России с 1970 года. Некоторое время руководил старшей группой поэтов в поэтическом кружке «Дерзание».
Первая публикация — в газете «Ленинские искры» (1957 г., 14 марта).
В 1966 вышел первый сборник стихотворений «Открытие»
В 1990-е Максимов пробует себя в прозаических жанрах.
В 1998 выходит новая книга Максимова «Пойди туда — не знаю куда», представляющая собой спроецированный на современность сказочный сюжет поисков Василисы Прекрасной.
Максимов — автор многих песенных текстов, музыку к которым писали С.Пожлаков («Величальная»), В.Поляков («Глоток хорошего вина»), В.Плешак и др. Особой популярностью в 1980-е пользовалась баллада «Два брата», написанная на стихи В.Максимова композитором В.Гаврилиным и исполненная Э. Хилем,— песня о братской любви и человеческой жертвенности («Скажет старший брат: „Ступай домой!“ / Младший хоть бы что: „Пожалуйста!“»).
Умер в Санкт-Петербурге в апреле 2005 года.